# توطئه‌آمیز (مجموعه‌فیلم)
توطئه‌آمیز (به انگلیسی: Insidious) یک سری از فیلم‌های ترسناک محصول کشور آمریکاست که شامل پنج فیلم، توطئه‌آمیز (۲۰۱۱)، توطئه‌آمیز: فصل ۲(۲۰۱۳)، توطئه‌آمیز: فصل ۳ (۲۰۱۵)، توطئه‌آمیز: آخرین کلید (۲۰۱۸) و توطئه‌آمیز: در قرمز (۲۰۲۳) است. بیشترین میزان فروش گیشه مربوط به فیلم توطئه‌آمیز: در قرمز با فروش ۱۷۵٫٨ میلیون دلاری می‌باشد.
داستان دو فیلم اول مربوط به یک زن و شوهر است که فرزندشان به طرز مرموزی وارد کما می‌شود و خانه آن‌ها مورد حمله ارواح اهریمنی که از جسم فرزندشان برای ورود به دنیا استفاده می‌کنند، قرار می‌گیرد.
فیلم سوم، یک پیش‌درآمد بر داستان دو فیلم نخست است. دو فیلم اول توسط جیمز ون کارگردانی شده در حالی که سومین فیلم توسط لی ونل کارگردانی شده‌است. فیلم چهارم به کارگردانی آدام روبیتل به روی پرده سینما رفت؛ اما جیمز وان در هر سه فیلم به عنوان فیلم‌نامه‌نویس حضور داشته‌است، قسمت چهارم فیلم به نویسندگی لی ونل نوشته شده‌است، این فیلم در تاریخ ۵ ژانویه ۲۰۱۸ اکران شد و فیلم پنجم دنباله‌ای بر دو فیلم نخست است.

## فیلم‌ها
| فیلم       | تاریخ انتشار    | کارگردان      | فیلم‌نامه   | داستان             | تهیه‌کننده                               |
| ---------- | --------------- | ------------- | ---------- | ------------------ | --------------------------------------- |
| توطئه‌آمیز  | ۱ آوریل ۲۰۱۱    | جیمز وان      | لی ونل     | لی ونل             | اورن پلی، جیسون بلام و استیون اشنایدر   |
| قسمت ۲     | ۱۳ سپتامبر ۲۰۱۳ | جیمز وان      | لی ونل     | جیمز وان و لی وانل | اورن پلی و جیسون بلوم                   |
| قسمت ۳     | ۵ ژوئن ۲۰۱۵     | لی ونل        | لی ونل     | لی ونل             | اورن پلی، جیمز وان و جیسون بلوم         |
| آخرین کلید | ۵ ژانویه ۲۰۱۸   | آدام روبیتل   | لی ونل     | لی ونل             | اورن پلی، جیمز وان، جیسون بلوم و لی ونل |
| در قرمز    | ۷ ژوئیه ۲۰۲۳    | پاتریک ویلسون | اسکات تیمز | لی ونل             | اورن پلی، جیمز وان، جیسون بلوم و لی ونل |

## بازیگران
| عنوان         | نقش            | توضیحات |
| ------------- | -------------- | ------- |
| پاتریک ویلسون | جاش لامبرت     |         |
| جاش فلدمن     | جوانی جاش      |         |
| رز بیرن       | رنای لمبرت     |         |
| لین شی        | الیز راینر     |         |
| تای سیمپکینز  | دالتون لمبرت   |         |
| باربارا هرشی  | لورن لمبرت     |         |
| لی ونل        | استیون «اِسپکس» |         |
| آنگوس سمپسون  | تاکتاک         |         |

## ترتیب فیلم‌های توطئه‌آمیز براساس خط زمانی داستان
توطئه‌آمیز: قسمت ۳ (٢٠١۵) 

توطئه‌آمیز: آخرین کلید (٢٠١٨)

توطئه‌آمیز (٢٠١١)

توطئه‌آمیز: قسمت ۲ (٢٠١٣)

توطئه‌آمیز: در قرمز (٢٠٢٣)

## بازخورد
| فیلم                  | تاریخ انتشار    | فروش گیشه     | فروش گیشه   | فروش گیشه   | بودجه           |
| فیلم                  | تاریخ انتشار    | آمریکای شمالی | سایر مناطق  | جهانی       | بودجه           |
| --------------------- | --------------- | ------------- | ----------- | ----------- | --------------- |
| توطئه‌آمیز             | ۱ آپریل ۲۰۱۱    | ۵۴٬۰۰۹٬۱۵۰    | ۴۶٬۰۹۷٬۳۰۴  | ۱۰۰٬۱۰۶٬۴۵۴ | ۱٫۵ میلیون دلار |
| توطئه‌آمیز ۲           | ۱۳ سپتامبر ۲۰۱۳ | ۸۳٬۵۸۶٬۴۴۷    | ۷۸٬۳۳۲٬۸۷۱  | ۱۶۱٬۹۸۳٬۳۱۸ | ۵ میلیون دلار   |
| توطئه‌آمیز ۳           | ۵ ژوئن ۲۰۱۵     | ۵۲٬۲۱۸٬۵۵۸    | ۶۰٬۷۶۵٬۳۳۱  | ۱۱۲٬۹۱۹٬۸۸۹ | ۱۰ میلیون دلار  |
| توطئه‌آمیز: آخرین کلید | ۵ ژانویه ۲۰۱۸   | ۶۷٬۷۴۵٬۳۳۰    | ۱۰۰٬۱۴۰٬۲۵۸ | ۱۶۷٬۸۸۵٬۵۸۸ | ۱۰ میلیون دلار  |
| توطئه‌آمیز: در قرمز    | ۷ ژوئیه ۲۰۲۳    | ۸۱٬۹۳۷٬۰۹۷    | ۱۰۵٬۱۲۹٬۷۰۱ | ۱۸۷٬۰۶۶٬۷۹۸ | ۱۶ میلیون دلار  |